# Metopilio spinulatus
Metopilio spinulatus is een hooiwagen uit de familie Sclerosomatidae.